# Otto Jeremiassen
Otto Jeremiassen (født 21. juni 1961) er en tidligere Grønlandsk politiker.
Han repræsenterer partiet, Siumut pr. 2007 og var i en periode borgmester i Kangaatsiaq Kommune, og medlem af Grønlands Landsting. Som borgmester repræsenterede han kommunen i KANUKOKA; De Grønlandske Kommuners Landsforening.
Han har også været ét af Grønlands to medlemmer i Nordisk Råd. 
Han forlod aktiv landspolitik i 2009. 
Fremtil 2013 var han medlem af kommunalbestyrelsen i Qaasuitsup Kommunia. 

## Links
- Profil på Norden.org (Webside ikke længere tilgængelig)
- Oplysning på kommunens hjemmeside (Webside ikke længere tilgængelig)

|  | Artiklen om politikeren Otto Jeremiassen kan blive bedre, hvis der indsættes et (bedre) billede. Du kan hjælpe ved at afsøge Wikimedia Commons for et passende billede eller uploade et godt billede til Wikimedia Commons iht. de tilladte licenser og indsætte det i artiklen. |